# Dorothea (canção)
"Dorothea" (estilizado em letras minúsculas) é uma canção da artista estadunidense Taylor Swift, presente em seu nono álbum de estúdio Evermore (2020). Composta por Swift com o auxílio de Aaron Dessner, e produzida pelo mesmo, "Dorothea" tem o título de acordo com o tema de sua letra. A canção conta uma história fictícia ambientada em torno de dois personagens fictícios de Tupelo, Mississippi, uma mulher chamada Dorothea e um sujeito não identificado, que se envolveram romanticamente na juventude, antes da garota fugir da cidade para Los Angeles para perseguir sua paixão: se tornar uma famosa atriz de Hollywood. Após se tornar uma celebridade bem-sucedida, Dorothea retorna a sua cidade natal durante as férias de inverno e se recorda dos velhos tempos de sua juventude com o narrador. Musicalmente, "Dorothea" é uma canção americana "agridoce" composta usando um piano honky-tonk "efervescente", guitarras "folclóricas" e bateria.
Após o seu lançamento, "Dorothea" recebeu críticas positivas dos críticos musicais, que elogiaram a capacidade de Swift de retratar diferentes pontos de vista narrativos. Comercialmente, a música alcançou sucesso na Austrália, Canadá, Portugal e Estados Unidos, e alcançou a posição treze na parada Billboard Hot Rock & Alternative Songs.

## Antecedentes e lançamento
A cantora e compositora estadunidense Taylor Swift concebeu seu oitavo álbum de estúdio, Folklore (2020), como frutos de visuais mitopoéticos em sua mente, como resultado de sua imaginação "correndo solta" enquanto se isolava durante a pandemia de COVID-19. Para saciar seu desejo de explorar mais as "florestas folclóricas" que ela visualizava em sua mente, Swift imediatamente desenvolveu outro álbum como uma contrapartida conclusiva do Folklore, intitulado Evermore (2020). "Dorothea" foi uma das duas canções que Swift escreveu para a banda Big Red Machine, do produtor Aaron Dessner (que colaborou com a artista em Folklore) e Justin Vernon, sendo a outra "Closure"; no entanto, as duas canções foram eventualmente incluídas na lista de faixas do Evermore. Semelhante ao lançamento de Folklore, Swift fez um anúncio surpresa de Evermore em 10 de dezembro de 2020, e o lançou no dia seguinte. Em 2023, Swift cantou "Dorothea" como uma "música surpresa" no concerto de 8 de julho de 2023 em Kansas City, Missouri, como parte de sua turnê The Eras Tour (2023–2024).

## Estrutura musical e conteúdo lírico

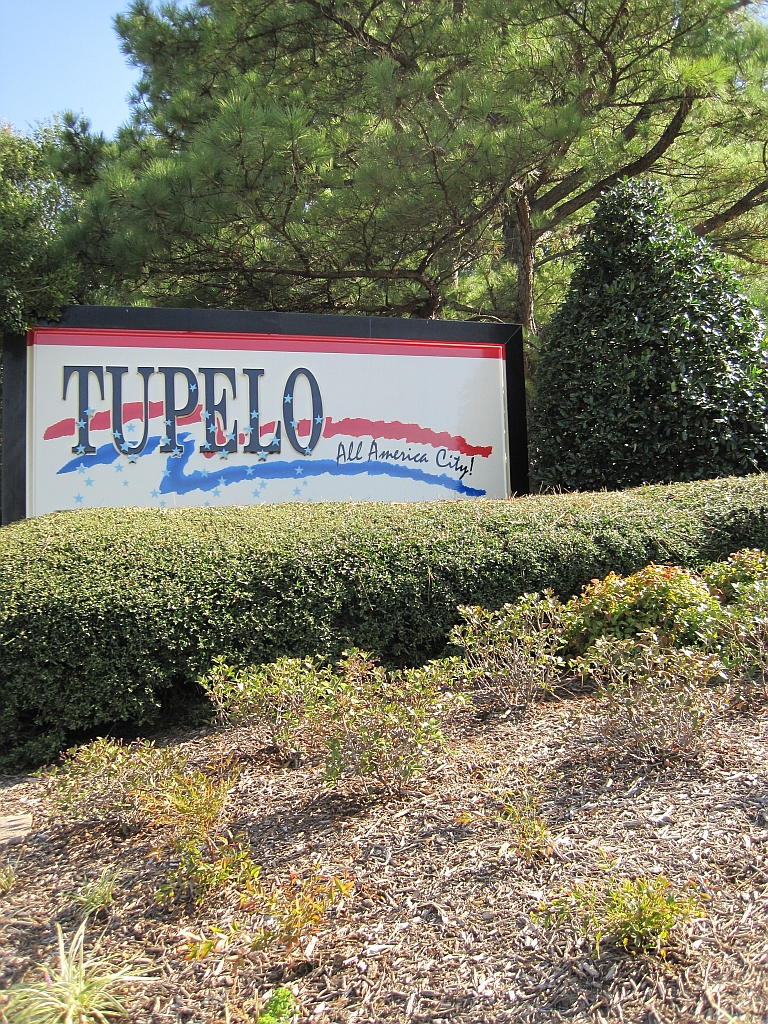
"Dorothea" se passa em Tupelo, Mississippi, cidade natal do narrador e da personagem-título da faixa.

"Dorothea" é uma canção do gênero americana construída em torno de piano honky-tonk, jingles de pandeiro e guitarras acústicas. Apresenta notas características do registro mais grave de Swift em seu refrão.

Dorothea, uma garota que deixou sua pequena cidade para perseguir os sonhos de Hollywood – e o que acontece quando ela volta para as férias e redescobre uma antiga paixão.— Swift em entrevista para a Bustle sobre o enredo de "Dorothea" e "'Tis the Damn Season".
Musicalmente, "Dorothea" e outra faixa do Evermore, "'Tis the Damn Season", giram em torno de uma história fictícia ambientada em Tupelo, Mississippi. A história consiste em duas personagens, Dorothea e um sujeito sem nome, que eram namorados durante o ensino médio até que Dorothea decidiu se mudar para Los Angeles, Califórnia, para seguir carreira artística em Hollywood, posteriormente rompendo com seu parceiro que nunca quis sair da cidade. A faixa representa as reminiscências do ex-namorado de seu relacionamento passado depois que Dorothea se tornou famosa, cantando sobre como ele está feliz por ela e se perguntando se ela ainda pensa nele como ele pensa nela. O narrador canta sobre memórias com ela, como faltar ao baile e sentimentos de separação, e tenta convencer Dorothea a retornar à simplicidade da vida rural da cidade. A canção recebeu comparação a faixa "Betty", do Folklore, devido à abordagem de Swift sobre as perspectivas masculinas. "' Tis the Damn Season" é narrado por Dorothea, que expressa seus pensamentos sobre o ex-namorado quando retorna a Tupelo para as férias de inverno e se reconecta com ele. Em uma sessão de perguntas e respostas, Swift respondeu que Dorothea estudou na mesma escola que Betty, James e Inez, os três personagens nomeados em "Betty", embora as duas histórias não se cruzassem.

## Recepção crítica
Brodie Lancaster, do The Sydney Morning Herald, chamou "Dorothea" de uma "obra-prima de estudo de personagem". Para a revista britânica NME, Hannah Mylrea opinou que "Dorothea", em vez de "linhas de piano dançantes", retrata a história de um homem apaixonado "cuja namorada do ensino médio saiu para tentar fazer sucesso em Hollywood", incorporando melodias vocais que lembram sua sonoridade de seu álbum de estreia autointitulado (2006). Annie Zaleski, do The A.V. Club, escreveu que a música é para aqueles "que lutam contra o sentimento deixado para trás por velhos amigos glamorosos". Escrevendo para o The Guardian, Alexis Petridis chamou a canção de "uma melodia particularmente luminosa" que evita "o velho clichê country em que uma estrela conta que sua vida de fama e luxo não é nada comparada ao conforto caloroso de sua antiga rotina na cidade pequena", em vez disso, o protagonista olha para um amigo agora famoso e tenta convencê-lo a retornar à vida mais simples. Helen Brown, do The Independent, disse que "Dorothea" fez Swift escorregar "na mente de um amigo da cidade natal de uma celebridade.